# Celler Gispert
El Celler Gispert és una obra eclèctica d'Alella (Maresme) protegida com a Bé Cultural d'Interès Local.

## Descripció
Edifici civil. Construcció de planta baixa i dos pisos, coberta amb dues vessants, amb el carener paral·lel a la façana, de manera que lateralment forma un petit frontó a la part superior. La planta de l'edifici és rectangular. La teulada queda tapada frontal i lateralment per una petita paret-barana i un frontó a la part central, situada al damunt de la cornisa. La part inferior de l'edifici ha estat més modificat perquè s'han hagut d'obrir noves portes al dividir l'edifici en tres habitatges diferents.

## Història
Sobre el frontó o encapçalament de la façana, hi ha inscrita la data de 1875, any de la seva construcció.